# Liste der Kulturdenkmäler in Heddert
In der Liste der Kulturdenkmäler in Heddert sind alle Kulturdenkmäler der rheinland-pfälzischen Ortsgemeinde Heddert aufgeführt. Grundlage ist die Denkmalliste des Landes Rheinland-Pfalz (Stand: 8. Februar 2023).

## Einzeldenkmäler
| Bezeichnung                             | Lage                | Baujahr | Beschreibung                        | Bild                           |
| --------------------------------------- | ------------------- | ------- | ----------------------------------- | ------------------------------ |
| Katholische Filialkirche St. Laurentius | Hauptstraße 15 Lage | 1801    | schlichter Saalbau, bezeichnet 1801 | weitere Bilder Fotos hochladen |